# Червеноврата въртошийка
Jynx ruficollis е вид птица от семейство Picidae.

## Разпространение
Видът е разпространен в Ангола, Бурунди, Габон, Етиопия, Замбия, Камерун, Република Конго, Демократична република Конго, Кения, Лесото, Мозамбик, Нигерия, Руанда, Свазиленд, Танзания, Уганда, Централноафриканската република и Южна Африка.